# آب بردة
آب بردة (حسین أباد كرمان) (بالفارسية: آب‌برده) هي قرية تقع في إيران في Hoseynabad Rural District. يقدر عدد سكانها بـ 288 نسمة بحسب إحصاء 2016.